# Геленув (гміна Будзішевіце)
Геленув (пол. Helenów) — село в Польщі, у гміні Будзішевиці Томашовського повіту Лодзинського воєводства.
У 1975-1998 роках село належало до Пйотрковського воєводства.